# Haymarket Theatre
L'Haymarket Theatre o, più esattamente, il Theatre Royal Haymarket (detto anche the Little Theatre, il piccolo teatro) è un teatro del West End di Londra che si trova in Haymarket, nella Città di Westminster.
L'attuale edificio fu costruito nel 1821 (ma la sua storia risale ad almeno un secolo prima), è un monumento classificato di I grado, ha una capienza di 888 posti a sedere e fa parte delle proprietà della corona inglese.

## Storia
In realtà il primo Haymarket Theatre fu realizzato nel 1720 dal falegname John Potter e venne inaugurato il 29 dicembre di quell'anno con la commedia francese La fille à la mode di Nicolas Barbier, messa in scena dalla compagnia del duca di Montague. L'iniziativa di Potter divenne allora nota come "Il nuovo teatro francese" e, affermatasi col tempo, nel 1729 colse il suo primo grande successo di pubblico con Hurlothrumbo, una parodia musicale del coreografo Samuel Johnson of Cheshire che rimase in cartellone per 30 serate.
Nel 1730 la direzione passò in mano a una compagnia inglese, il suo nome cambiò in Piccolo teatro di Haymarket e divenne un valido concorrente dei tre principali teatri londinesi dell'epoca, grazie soprattutto alle satire politiche portate in scena dal giovanissimo Henry Fielding (come Tom Thumb, Pasquin o The Historical Register) e dal già affermato Henry Carey (come Amelia e The Dragon of Wantley). Gli attacchi al primo ministro whig Robert Walpole riempirono ogni sera la sala di spettatori plaudenti, ma portarono anche all'emanazione nel 1737 del Theatrical Licensing Act, cioè all'istituzione della censura preventiva sugli spettacoli, che di fatto costrinse alla chiusura il teatro di Haymarket per i successivi otto anni (salvo brevi parentesi più o meno clandestine).
Scomparso però Walpole dalla scena politica, cambiata la proprietà del teatro e subentrato l'attore Samuel Foote nella sua gestione (1747), l'Haymarket riprese un'attività regolare. Nel 1766 Foote ottenne anche la patente reale per allestirvi spettacoli nei mesi estivi cosicché, ampliati i locali con l'acquisto di proprietà confinanti, dal 14 maggio 1767 il teatro si fregiò del titolo di "teatro reale". Nel 1777 fu acquistato dal drammaturgo George Colman il vecchio, già impresario del Covent Garden, che vi apportò alcune modifiche strutturali prima di lasciarlo in eredità al figlio nel 1794. Questi si rivelò un pessimo uomo d'affari e fu costretto a cederlo al cognato David Morris che, nel 1820, accettò il progetto di ristrutturazione interna ed esterna proposto dall'architetto John Nash, compreso il leggero spostamento del teatro più a sud, nell'attuale ubicazione. Il nuovo Theatre Royal Haymarket fu quindi inaugurato il 4 luglio 1821 con la commedia The Rivals di Richard Brinsley Sheridan.
Tra i manager che hanno diretto il Theatre Royal Haymarket, si può menzionare l'attore e direttore teatrale Cyril Maude, dal 1896 al 1905.